# Hail the Judge
Pour plus de détails, voir Fiche technique et Distribution.
Hail the Judge (九品芝麻官, Gau ban ji ma goon: Bak min Bau Ching Tin) est une comédie hongkongaise écrite et réalisée par Wong Jing et sortie en 1994 à Hong Kong.
Le film totalise 30 177 333 HK$ de recettes à Hong Kong et 10 210 700 NT$ à Taïwan.

## Synopsis
Pao Lung-sing (Stephen Chow), un descendant du célèbre juge Bao, est un fonctionnaire corrompu de 9e degré (le niveau le plus bas) et est détesté du peuple en raison de ses moyens de récolter de l'argent. Il devient subitement intègre lorsque Chi Siu-ling (Sharla Cheung), victime de viol, est accusée du meurtre de membres de sa famille par des fonctionnaires corrompus et le légendaire avocat Fong Tong-kan (Lawrence Ng (en)). Après avoir voulu dénoncer ces-derniers, il se retrouve obligé de prendre la fuite avec son neveu Pao Yau-wai (Ng Man-tat). Durant leur périple, ils rencontreront toutes sortes de personnages loufoques et Pao finira par apprendre l'honnêteté dans un bordel.

## Fiche technique
- Titre : Hail the Judge
- Titre original : 九品芝麻官
- Réalisation : Wong Jing
- Scénario : Wong Jing
- Musique : Wu Lap-wai
- Photographie : David Chung
- Montage : Keung Chuen-tak
- Production : Jimmy Heung et Charles Heung
- Société de production : Win's Movie Productions
- Société de distribution : Golden Harvest
- Pays d'origine :  Hong Kong
- Langue : cantonais
- Genre : comédie
- Durée : 106 minutes
- Date de sortie :
  - Taïwan : 26 mars 1994
  - Hong Kong : 31 mars 1994

## Distribution
- Stephen Chow : Juge Bao Sing/Pao Lung-sing
- Sharla Cheung : Chi Siu-lin
- Ng Man-tat : Pao Yau-wai
- Christy Chung : « Manoir de pierre »
- Ada Choi (en) : Yu Yin
- Collin Chou : Shang Wai
- Elvis Tsui : Panthère/Lui Pao
- Wong Yat-fei (en) : le magistrat Chan Pak-cheung
- Lawrence Ng (en) : Fong Tong-kan
- Joey Leung (en) : « Parole de pierre »
- Ku Feng : le commandant Shang Kwan
- Ng Wui (en) : le père de Sing
- Lee Kin-Yan (en) : Yu Fa
- Kingdom Yuen (en) : tante San
- John Ching : Loi Fook
- Teresa Ha : la mère de Sing
- Lau Shun : l'eunuque Lee Lin-ying
- Gabriel Wong Yat-san : sa Majesté/Ai Shin Chue Luo
- Wong Hung : Lin Chi-yong
- Tenky Tin Kai-man : le fils malade de Maître Chi
- Leung Kai-chi : Maître Chi
- Tang Tai-wo : l'un des 3 voleurs
- Wong Kar-leung : l'un des 3 voleurs
- Choi Kin-shing : l'un des 3 voleurs
- Jacky Cheung Chun-hung : le garde du corps de l'eunuque Lee
- So Wai-nam : le garde du corps du secrétaire des Affaires intérieures
- Chang Kin-ming : le journaliste
- Hui Sze-man : la prostituée
- Chan Man-hiu : l'agent matrimonial
- Wong Fung-king : Yiu Yuen-kwan
- John Cheung Chan-sang : Wong Lo-chou
- Lui Siu-ming : le gendarme
- William Leung Chi-ming : un invité au mariage
- Yeung Wo : Chu Yee